# Place Sainte-Croix
Pour l’article homonyme, voir Place Sainte-Croix (Nantes).
La place Sainte-Croix (en néerlandais : Heilig Kruisplein), située dans la commune bruxelloise d'Ixelles, correspond au parvis de l'église éponyme qui se trouve à l'extrémité des étangs d'Ixelles. Le nom s'étendait autrefois également à l'ensemble comprenant également l'actuelle place Flagey.
Il ne reste plus grand-chose de la place ancienne : les constructions ont été remplacées après la guerre par des immeubles, épousant, comme souvent à Bruxelles, la forme des parcelles.
D'abord simple chapelle et aujourd'hui église paroissiale, l'église Sainte-Croix, qui était située à l'emplacement de la place Flagey actuelle, fut démolie en 1864 après l'assèchement partiel du grand étang en 1860. Elle a été remplacée par un nouvel édifice de conception plus moderne.